# Merisel
Merisel est une entreprise américaine de distribution de logiciels et de jeux vidéo. Elle est fondée en 1980 par Robert Leff et David Wagman sous le nom de Softsel. En 1989, la société rachète l’entreprise Microamerica, un distributeur de matériel informatique, puis prend le nom de Merisel en 1990 pour refléter cette fusion.

## Historique
L’histoire de Merisel débute au printemps 1980 lorsque Ken Williams, un des fondateurs de Sierra On-Line, rencontre Scott Adams lors de la West Coast Computer Faire de San Francisco et lui achète les droits de distribution des jeux Adventure International en Californie. Afin de pouvoir se consacrer entièrement à la programmation, il décide cependant rapidement de s’en débarrasser,. Il les revend alors à Robert Leff qui y voit l’opportunité de profiter de l’absence de véritables distributeurs de logiciels sur le marché américain. Pour rentabiliser son acquisition, il commence à faire le tour des boutiques d’informatique de la région, pour y distribuer ses produits, et commence à vendre son projet auprès d’une filiale de la Citibank en Californie pour laquelle il a travaillé. C’est ainsi qu’il rencontre Dave Wagman qui se montre intéressé par son projet et avec qui il fonde Robwin Computing. Outre Adventure International, ils commencent alors à travailler avec Sierra On-Line, Synergistic Software ou VersaWriter et, malgré un nombre limité de produits en catalogue, leur discours et leurs bonnes pratiques leur permettent de s’imposer comme un acteur important de la distribution de logiciels. 
À l’automne 1980, ils quittent ainsi leurs emplois respectifs pour se consacrer entièrement à leur entreprise. En décembre, ils quittent la maison de Robert Leff pour installer leur société dans des locaux de plus de 200m2 à Marina Del Rey et renomment leur société Softsel,. L’entreprise connait ensuite un développement exponentiel. 
En août 1981, la société compte déjà quinze employés et doit à nouveau déménager, dans des locaux cinq fois plus grands, afin d’accueillir quinze employés supplémentaires le mois suivant. Leur catalogue de produit s’élargit également très rapidement, avec bientôt cinquante gammes de produits pour les micro-ordinateurs Apple II, Atari 8-bit, Commodore PET et TRS-80. Le chiffre d’affaires de Softsel atteint ainsi les 25 millions de dollars en 1982, puis les 90 millions en 1983.
En 1989, la société rachète l’entreprise Microamerica, un distributeur de matériel informatique, puis prend le nom de Merisel en 1990 pour refléter cette fusion.